# Ploetzia
Ploetzia is een Afrotropisch geslacht van vlinders van de familie van de dikkopjes (Hesperiidae), uit de onderfamilie van de Hesperiinae. Dit geslacht is voor het eerst wetenschappelijk beschreven door Max Saalmüller in een publicatie uit 1884.
Dit geslacht is monotypisch, dat wil zeggen dat het maar één soort heeft namelijk Ploetzia amygdalis (Mabille, 1877) uit Madagaskar.